# Games Workshop
Games Workshop Group, plc (populært kaldet GW) er en britisk spilproducent og -distributør, som er dominerende indenfor miniatiurekrigsspil. Selskabet er opført på Londons børs med symbolet GAW.
Games Workshop blev etableret i 1975 af Ian Livingstone og Steve Jackson og var oprindeligt importør af Dungeons and Dragonsspillene. Under ledelse af Livingstone og Jackson er Games Workshop gået fra at være et lille postordrefirma til at være en udgiver og producent af egne spil. 

## Udgivne spil
- Warhammer
- Warhammer 40.000
- Space Hulk
- The Lord of Rings Strategy Battle Game
- The Hobbit Strategy Battle Game
- Blood Bowl
- Mordheim
- Battlefleet Gothic
- Inquisitor
- Necromunda
- Warmaster
- Epic Armageddon

## Links
- Games Workshop hjemmeside

| Spil | Spire Denne artikel om spil eller lege er en spire som bør udbygges. Du er velkommen til at hjælpe Wikipedia ved at udvide den. |